# ヨハネス・ティーマン
ヨハネス・ティーマン（Johannes Thiemann、1994年2月9日-） は、Bリーグの群馬クレインサンダーズに所属するバスケットボール選手で、ドイツのナショナルチームの代表メンバーでもある。また、2022年BBLのFINAL MVPである。

## プロとしてのキャリア
2024年7月17日、群馬クレインサンダーズへの加入が発表された。

## 人物
ティーマンはカメルーン人の父親とドイツ人の母親の間にドイツで生まれた。